# Ayaka Noguchi
Ayaka Noguchi (jap. 野口彩佳 Noguchi Ayaka; ur. 20 sierpnia 1987 w Kashima, w Japonii) – japońska siatkarka grająca jako libero. Obecnie występuje w drużynie Okayama Seagulls.